# Kelkheim Lizzards
Die SG Kelkheim Lizzards ein deutscher Flag-Football-Verein.

## Geschichte
Der Verein wurde 2001 gegründet. 2002 nahmen die Lizzards erstmals an Verbandsmeisterschaften teil und waren Gründungsmitglied der „SFL“ (Senior Flagliga Hessen). In den Jahren 2005, 2006, 2007, 2008, 2011 und 2013 wurde die Deutsche Hallenmeisterschaft German Indoor Flag Bowl (GIFB) gewonnen. Im Bereich des German Flag Bowl der DFFL wurden sie in den Jahren 2002, 2005 und 2008 Vizemeister.
In den Jahren 2006–2008 wurden die Kelkheim Lizzards vom Verband als Deutsche Flagfootball-Nationalmannschaft nominiert. Sie gewannen 2007 den Vize-Europameistertitel. In der neu gegründeten 5er DFFL erreichten die Lizzards im Jahr 2016, 2017 und 2018 den 2. Platz. 2019 konnten sie die German Flag Open XIV, die offene deutsche Meisterschaft im Flag Football des AFVD gewinnen.
Das U16-Team tritt in der U16 Flagliga Mitte des AFVH an und konnte 2017, 2018 und 2019 den Titel des Hessischen Hallen-Meisters erringen. Das U13-Team startet in der U13 Flagliga Mitte des AFVH. Sie standen im Sommer 2018 im Finale der Flagliga Mitte und verpassten nur knapp den Titel. Im Winter 2018/2019 gewannen die jungen Flag Footballer den Hessischen Meistertitel.

## Organisation
Die SG Lizzards Kelkheim gehören zur Abteilung „Turnen und Breitensport“ der Sportgemeinschaft Kelkheim e.V.

## Mannschaften
- Lizzards Seniors: Mixed-Team ab 16 Jahren
- Lizzards U16 Juniors: Mixed-Team für Kinder und Jugendliche zwischen 13 und 16 Jahren.
- Lizzards U13 Juniors: Mixed-Team für Kinder und Jugendliche zwischen 10 und 13 Jahren.
- Lizzards U10 Juniors: Mixed-Team für Kinder zwischen 6 und 10 Jahren.

In Zusammenarbeit mit dem Zentrum für Hochschulsport (ZfH) der Goethe-Universität Frankfurt bieten die Lizzards zudem ein Training für Studenten an.